# Елванген
Елванген (на немски: Ellwangen) е град, разположен в източната част на област Баден-Вюртемберг, Германия. Намира се на 17 километра от Аален. Населението на града е 24 339 жители (по приблизителна оценка от декември 2017 г.).

## География
Елванген е разположен в долината на река Ягст, която тече през града от юг на север.

## История
Градът се развива от началото на 7 век, като алеманско селище, разположено близо до франко-швабската граница. През 764 година френските благородници Хариолф и Ерлолф основават бенедиктски манастир на хълм близо до селището. Манастирът е споменат в документ на Лудвиг Благочестиви като Elehenuuwang през 814 година.
От 870 до 873 година Св. Методий е заточен в бенедиктинския манастир в Елванген, след като е арестуван от Ерманрич, епископ на Пасау. Методи е освободен през 873 година благодарение на намесата на папа Йоан VIII.
Манастирът от 1124 година (може и от по-рано) става пряко отговорен пред папата.
През 1588 и от 1611 до 1618 година около 450 души в Елванген са убити по време на лов на вещици.
По време на Втората световна война, локален лагер, част от концлагера Дахау, е разположен тук.

## Забележителности
В центъра на града се намира българският параклис „Св. св. Кирил и Методий“. Параклисът е построен с дарение на г-н Васил Помазанов от град Нова Загора. През 2010 година параклиса беше изписан от зографите Цветко Цветков и Валентин Витанов. Като изписването е поръчано и платено от българската държава.
През 1973 г. на площад „Св. Методий“ е българското правителство поставя паметна плоча на св. Методий, а през 1987 г. съвместно с БПЦ се открива параклис на св. Методий в една от кулите на средновековната крепостна стена.
По предложение на българи-емигранти през 1970 г. община Елванген започва традиция за честването паметта на славянския първоучител в края на месец май на площад „Св. Методий“. Всяка година по покана на общината на тържествата присъстват гости от дипломатическите представителства на България, Чехия, Словакия, Украйна, Северна Македония и Русия, гости от българските и славяноговорещите общности в Германия. След основаването на Югоизточноевропейски-български културен институт (Методиев център) в Елванген през 2012 г., филиал на БКИ Берлин, честванията придобиват още по-репрезентативен и организиран характер.
Сред забележителностите на града е средновековният градски център с разположените в него църкви. Също известни са бароковата поклоническа църква „Schoenenberg“ и замъкът, като и двете сгради са разположени на хълмовете близо до града.

## Побратимени градове
- Абиатеграсо, Италия
- Лангър, Франция
- Троян, България